# ديريك هاردن
ديريك هاردن (بالإنجليزية: Derrick Harden)‏ هو لاعب كرة قدم أمريكية أمريكي، ولد في 21 أبريل 1964.

## وصلات خارجية
- ديريك هاردن على موقع مرجع كرة القدم المحترفة.كوم (الإنجليزية)